# Emilia Reimer
Emilia Reimer, född 1982, är en svensk fotbollsspelare, till 2006 lagkapten i AIK Fotboll Damer. Reimer är utbildad vid Gymnastik- och idrottshögskolan och är sedan 2010 styrelseledamot i AIK FF.